# Gustaf Henriksson (borgmästare)
Gustaf Henriksson, född okänt år, död okänt år, var en svensk ämbetsman.

## Biografi
Gustaf Henriksson var son till borgmästaren Henrik Tomasson och Gertrud Simonsdotter. Han arbetade som tullnär och fick rätt att driva handel i Björneborg 1658. Gustaf Henriksson var från 12 september 1ill 19 februari 1671 borgmästare i Björneborgs stad.

### Familj
Gustaf Henriksson var gift med Elisabet Nilsdotter (död 1685), dotter till stallmästaren Nils Eriksson. De fick tillsammans sonen lagmannen Johan Adlerström (död 1721).